# Rekord świata we wspinaczce sportowej na czas
Rekord świata we wspinaczce sportowej na czas – wynik uzyskany podczas pokonania drogi wspinaczkowej na zawodach wspinaczkowych. Czas mierzony jest z dokładnością do 0,001 sekundy, ale podawany zwykle z dokładnością 0,01 sekundy. Rekordowy wynik powinien być uzyskany podczas kwalifikacji do fazy finałowej lub rozgrywania fazy finałowej zawodów, na przykład igrzysk olimpijskich, mistrzostw świata, mistrzostw kontynentu, pucharu świata lub innych organizowanych pod patronatem Międzynarodowej Federacji Wpinaczki Sportowej.
Wspinacze startujący w zawodach w konkurencji na czas wspinają się po standardowej znormalizowanej sztucznej ścianie o wysokości 15 m usytuowanej pod kątem 95 stopni. Pokonują drogę (ścieżkę) najczęściej w formacie duelu.
Format tej konkurencji, wspinaczki sportowej w duelu, polega na równoczesnym wspinaniu się dwóch zawodników w sposób naprzemienny po dwóch równoległych drogach (ścieżką A i B). Naprzemienność wyścigu polega na możliwości pokonaniu przez każdego zawodnika ścieżki A oraz B, do klasyfikacji końcowej zalicza się jeden najlepszy wynik (uzyskany z obu wejść na szczyt).
Aktualnie rekordzistą świata wśród mężczyzn jest Amerykanin Sam Watson (4,64 s), a wśród kobiet Polka Aleksandra Mirosław (6,06 s).

## Kobiety

### Lista chronologiczna
| Czas [s] | Rekordzista          | Data                      | Miejsce         | Zawody                          | Źródło |
| -------- | -------------------- | ------------------------- | --------------- | ------------------------------- | ------ |
| 6,06     | Aleksandra Mirosław  | 5 sierpnia 2024(dts)      | Paryż           | Igrzyska olimpijskie Paryż 2024 | [ 3 ]  |
| 6,21     | Aleksandra Mirosław  | 5 sierpnia 2024(dts)      | Paryż           | Igrzyska olimpijskie Paryż 2024 | [ 3 ]  |
| 6,24     | Aleksandra Mirosław  | 15 września 2023(dts)     | Rzym            | Kwalifikacje olimpijskie        | [ 3 ]  |
| 6,25     | Aleksandra Mirosław  | 28 kwietnia 2023(dts)     | Seul            | Puchar Świata 2023              | [ 3 ]  |
| 6,35     | Aleksandra Mirosław  | 28 kwietnia 2023(dts)     | Seul            | Puchar Świata 2023              | [ 3 ]  |
| 6,37     | Aleksandra Mirosław  | 28 kwietnia 2023(dts)     | Seul            | Puchar Świata 2023              | [ 3 ]  |
| 6,46     | Aleksandra Mirosław  | 27 kwietnia 2023(dts)     | Seul            | Puchar Świata 2023              | [ 3 ]  |
| 6,64     | Aleksandra Mirosław  | 6 maja 2022(dts)          | Seul            | Puchar Świata 2022              | [ 3 ]  |
| 6,84     | Aleksandra Mirosław  | 6 sierpnia 2021(dts)      | Tokio           | Igrzyska olimpijskie Tokio 2020 | [ 3 ]  |
| 6,96     | Julija Kaplina       | 21 listopada 2020(dts)    | Moskwa          | Mistrzostwa Europy 2020         | [ 3 ]  |
| 6,99     | Aries Susanti Rahayu | 18 października 2019(dts) | Xiamen          | Puchar Świata 2019              | [ 4 ]  |
| 7,10     | Song Yiling          | 26 kwietnia 2019(dts)     | Chongqing       | Puchar Świata 2019              | [ 3 ]  |
| 7,32     | Anouck Jaubert       | 22 kwietnia 2018(dts)     | Moskwa          | Puchar Świata 2018              | [ 5 ]  |
| 7,32     | Julija Kaplina       | 22 lipca 2017(dts)        | Wrocław         | World Games 2017                | [ 6 ]  |
| 7,38     | Julija Kaplina       | 30 kwietnia 2017(dts)     | Nankin          | Puchar Świata 2017              | [ 7 ]  |
| 7,46     | Julija Kaplina       | 23 kwietnia 2017(dts)     | Chongqing       | Puchar Świata 2017              | [ 8 ]  |
| 7,53     | Julija Kaplina       | 11 lipca 2015(dts)        | Chamonix        | Puchar Świata 2015              | [ 9 ]  |
| 7,56     | Julija Kaplina       | 21 lipca 2015(dts)        | Chongqing       | Puchar Świata 2015              | [ 10 ] |
| 7,74     | Julija Kaplina       | 17 maja 2015(dts)         | Central Saanich | Puchar Świata 2015              | [ 11 ] |
| 7,85     | Julija Kaplina       | 20 października 2013(dts) | Wujiang         | Puchar Świata 2013              | [ 12 ] |
| 8,33     | Esther Bruckner      | 13 października 2012(dts) | Xining          | Puchar Świata 2012              | [ 13 ] |
| 8,37     | Julija Lewoczkina    | 15 września 2012(dts)     | Paryż           | Puchar Świata 2012              | [ 13 ] |
| 9,13     | Aleksandra Mirosław  | 13 lipca 2011(dts)        | Chamonix        | Puchar Świata 2011              | [ 14 ] |

## Mężczyźni

### Lista chronologiczna
| Czas [s] | Rekordzista            | Data                      | Miejsce        | Zawody                  | Źródło       |
| -------- | ---------------------- | ------------------------- | -------------- | ----------------------- | ------------ |
| 4.64     | Sam Watson             | 3 maja 2025(dts)          | Bali           | Puchar Świata 2025      | [ 15 ]       |
| 4.67     | Sam Watson             | 3 maja 2025(dts)          | Bali           | Puchar Świata 2025      | [ 15 ]       |
| 4,74     | Sam Watson             | 8 sierpnia 2024(dts)      | Paryż          | IO Paryż 2024           | [ 16 ]       |
| 4,75     | Sam Watson             | 6 sierpnia 2024(dts)      | Paryż          | IO Paryż 2024           | [ 3 ]        |
| 4,80     | Sam Watson             | 12 kwietnia 2024(dts)     | Wujiang        | Puchar Świata 2024      | [ 3 ]        |
| 4,90     | Veddriq Leonardo       | 28 kwietnia 2023(dts)     | Seul           | Puchar Świata 2023      | [ 3 ]        |
| 4,98     | Veddriq Leonardo       | 28 kwietnia 2023(dts)     | Seul           | Puchar Świata 2023      | [ 3 ]        |
| 5,00     | Kiromal Katibin        | 8 lipca 2022(dts)         | Chamonix       | Puchar Świata 2022      | [ 3 ]        |
| 5,04     | Kiromal Katibin        | 30 czerwca 2022(dts)      | Villars        | Puchar Świata 2022      | [ 3 ]        |
| 5,09     | Kiromal Katibin        | 30 czerwca 2022(dts)      | Villars        | Puchar Świata 2022      | [ 3 ]        |
| 5,10     | Kiromal Katibin        | 21 maja 2022(dts)         | Salt Lake City | Puchar Świata 2022      | [ 3 ]        |
| 5,17     | Kiromal Katibin        | 6 maja 2022(dts)          | Seul           | Puchar Świata 2022      | [ 3 ]        |
| 5,20     | Veddriq Leonardo       | 28 maja 2021(dts)         | Salt Lake City | Puchar Świata 2021      | [ 3 ]        |
| 5,25     | Kiromal Katibin        | 28 maja 2021(dts)         | Salt Lake City | Puchar Świata 2021      | [ 3 ]        |
| 5,48     | Reza Alipour           | 29 kwietnia 2017(dts)     | Nankin         | Puchar Świata 2017      | [ 17 ] [ 7 ] |
| 5,60     | Danyjił Bołdyrew       | 12 września 2014(dts)     | Gijón          | Mistrzostwa Świata 2014 | [ 18 ]       |
| 5,73     | Libor Hroza            | 31 sierpnia 2014(dts)     | Arco           | Puchar Świata 2014      | [ 19 ]       |
| 5,75     | Danyjił Bołdyrew       | 31 sierpnia 2014(dts)     | Arco           | Puchar Świata 2014      | [ 19 ]       |
| 5,76     | Libor Hroza            | 31 sierpnia 2014(dts)     | Arco           | Puchar Świata 2014      | [ 19 ]       |
| 5,88     | Jewgienij Wajcechowski | 13 października 2012(dts) | Xining         | Puchar Świata 2012      | [ 13 ]       |
| 5,98     | Siergiej Abdrachmanow  | 13 października 2012(dts) | Xining         | Puchar Świata 2012      | [ 13 ]       |
| 6,08     | Stanisław Kokorin      | 13 października 2012(dts) | Xining         | Puchar Świata 2012      | [ 13 ]       |
| 6,26     | Zhong Qixin            | 23 lipca 2011(dts)        | Arco           | Mistrzostwa Świata 2011 | [ 20 ]       |
| 6,37     | Siergiej Abdrachmanow  | 12 lipca 2011(dts)        | Chamonix       | Puchar Świata 2011      | [ 21 ]       |
| 6,40     | Zhong Qixin            | 29 października 2010(dts) | Huaji          | Puchar Świata 2010      |              |
| 6,47     | Zhong Qixin            | 16 lipca 2010(dts)        | Arco           | Rock Master 2010        |              |
| 6,64     | Zhong Qixin            | 30 czerwca 2009(dts)      | Szanghaj       | Mistrzostwa Świata 2009 |              |
| 7,22     | Zhong Qixin            | 25 kwietnia 2009(dts)     | Trydent        | Puchar Świata 2009      | [ 22 ]       |
| 7,35     | Zhong Qixin            | 28 czerwca 2008(dts)      | Szanghaj       | Puchar Świata 2008      | [ 23 ]       |